# Natura 2000-område nr. 78 Skove langs nordsiden af Vejle Fjord
Natura 2000-område nr. 78 Skove langs nordsiden af Vejle Fjord er et habitatområde (H67) og fuglebeskyttelsesområde (F45), består af store, kystnære, hovedsagelig bøgeskove afbrudt af dyrkede arealer i store herregårdslandskaber. Skovene har et areal på i alt et areal på 2.679 ha hektar. Skovene gennemskæres af slugter med større og mindre vandløb, og foran de stejle kystskrænter er der enkelte steder små arealer med hævet havbund og strandeng.
Den specielle jordbund, med både surt plastisk- og kalkholdigt ler, gør,
at skovene er levested for en mængde sjældne arter, såvel dyr som planter og svampe. Her findes således 12 arter af fredede orkideer, bl.a. Stor Gøgeurt, Tætblomstret Hullæbe, Nikkende Hullæbe, Sværdskovlilje og Langsporet Gøgelilje.

## Naturbeskyttelse
I alt er 161,3 ha omfattet af naturbeskyttelseslovens §3 fordelt på :
- 91,7 km vandløb
- 7,4 ha sø
- 46,3 ha mose
- 37,3 ha fersk eng
- 43,3 ha strandeng
- 25 ha overdrev

### Fredninger
I området findes flere store natur- og landskabsfredninger på i alt ca. 765 ha,
- Tirsbæk Gods er omfattet af en landskabsfredning på 390 ha fra 1977. [4]
- Ulbækhus 71 ha, fredet 1971 [5]
- Daugård Strand , i alt 350 ha fredet i 1967 og 1979[6]
- Barritskov [7]

## Videre forløb
Natura 2000-planen blev vedtaget i 2011, hvorefter kommunalbestyrelserne
og Naturstyrelsen udarbejdede bindende handleplaner for
gennemførelsen af planen. Planen videreføres og videreudvikles i senere planperioder. Natura 2000-området ligger i Vejle- og Hedensted Kommune, og naturplanen koordineres med vandplanen for 1.11 Lillebælt/Jylland.